# 大加順河
大加順河是俄羅斯的河流，由羅斯托夫州負責管轄，屬於薩爾河的左支流，河道全長161公里，流域面積3,090平方公里，河水主要來自融雪。